# Cystostemon hispidissimus
Cystostemon hispidissimus là loài thực vật có hoa trong họ Mồ hôi. Loài này được (S.Moore) A.G.Mill. & Riedl mô tả khoa học đầu tiên năm 1982.